# Davellyn Whyte
Davellyn Whyte est une joueuse de basket-ball américaine, née le 14 mai 1991 à Mesa (Arizona).

## Vie personnelle
Davellyn Whyte est la fille de l'ancien joueur de baseball professionnel Devon White.

## Carrière universitaire
Elle joue en NCAA pour les Wildcats de l'Arizona pour lesquels elle inscrit 2 059 points (2e total historique), est 126 fois titulaire (1re),  joue 4243 minutes (1re), réussit le premier triple-double et 100 double-double sur 126 rencontres en carrière. Combo guard, cette arrière voire poste 3 qui aussi jouer meneuse tournait en senior à 16,8 points et 6,3 rebonds.

## WNBA
Elle est choisie en 16e choix de la draft 2013 par les Silver Stars de San Antonio. Victime d’une rupture du ligament croisé antérieur du genou droit en pré-saison en mai 2014, elle reprend la compétition en pré-saison 2015 toujours avec les Stars, mais n'est pas conservée pour le début de la saison régulière.
Début mars 2016, l'ancienne joueuse de San Antonio est signée pour la saison WNBA 2016 par le Storm de Seattle.

## Étranger
Elle signe son retour en compétition et son premier contrat professionnel en juin 2015 pour la saison à venir en France aux Flammes Carolo basket, mais son contrat est rompu au moment de la reprise de l'entraînement faute de satisfaire aux tests médicaux.

## Clubs

### NCAA
- 2009-2013 :  Wildcats de l'Arizona

## Distinctions personnelles
- All-Pac 12 Coaches Selection (2010, 2011, 2012, 2013[4])
- All-Pac 12 Media Selection (2010, 2012, 2013[4])
- Associated Press Honorable Mention All-American (2012[4])
- Full Court Press Second Team Freshman All-American (2010[4])
- Pac 10 Freshman of the Year (2010[4])
- All-Pac 10 Freshman Team (2010[4])